# Château de Beauregard (La Chapelle-Baloue)
Le château de Beauregard est un logis qui date au moins du XVIIe siècle mais dont une partie a été construite au XIXe.

## Historique
Pendant l’Ancien Régime, la famille Rancé exerçait son influence sur la châtellenie. Néanmoins, les dépenses excessives du comte de La Chapelle Baloue, Jean Tiercelin de Rancé, et de son épouse, Louise-Henriette Appelvoisin, ont provoqué l’endettement de la famille et ont appauvrit de façon considérable le fief.
Après la mort du comte en 1692, le domaine est resté aux mains de la famille, grâce au mariage en 1697 de Marie-Louise Tiercelin de Rancé, fille du comte, avec Louis de Foudras, comte de Chateaudriers en Mâconnais et capitaine des gardes.
En 1791, le domaine est décrété bien national et mis en vente. La famille Beauvais (dont les descendants sont les Thouvenin, Jautrou, puis Blanche), également propriétaire du château de La Chapelle-Baloue, l'acquiert en 1828 et a entrepris de construire plusieurs bâtiments : la métairie avec le pigeonnier, l’aile ouest du château (1835), la maison appelée «Le Chalet» (1860) et le bâtiment des communs (1870).